# Зебжидова
Зебжидова (пол. Zebrzydowa, нім. Siegersdorf) — село в Польщі, у гміні Новоґродзець Болеславецького повіту Нижньосілезького воєводства.
Населення — 1526 осіб (2011).
У 1975-1998 роках село належало до Єленьоґурського воєводства.

## Демографія
Демографічна структура станом на 31 березня 2011 року:
|          | Загалом | Допрацездатний вік | Працездатний вік | Постпрацездатний вік |
| -------- | ------- | ------------------ | ---------------- | -------------------- |
| Чоловіки | 747     | 152                | 540              | 55                   |
| Жінки    | 779     | 173                | 466              | 140                  |
| Разом    | 1526    | 325                | 1006             | 195                  |